# Silybum marianum
Il cardo mariano (Silybum marianum (L.) Gaertn., 1791) è una pianta erbacea biennale della famiglia Asteracee, presente in tutto il bacino del Mediterraneo.

## Descrizione

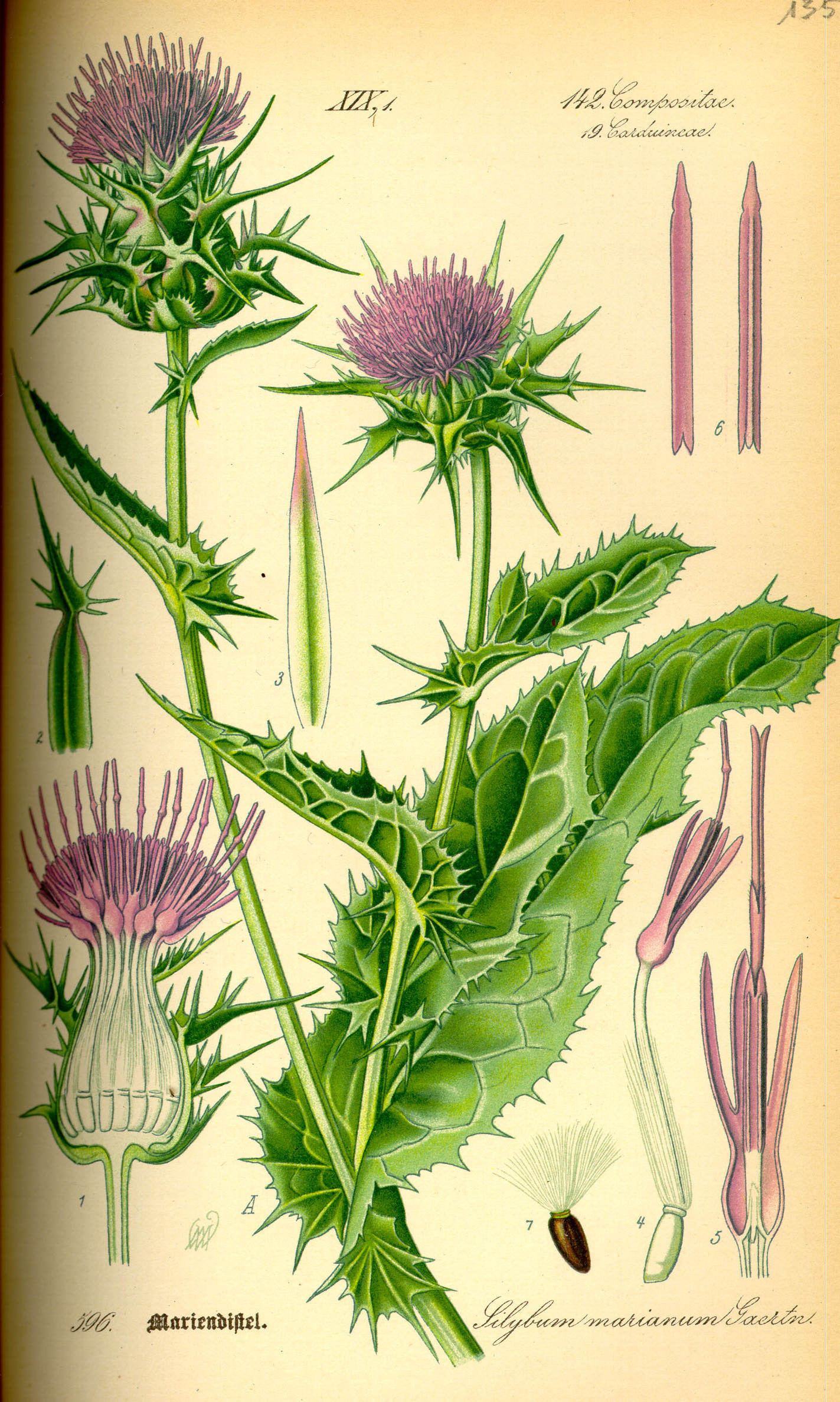
Tavola botanica

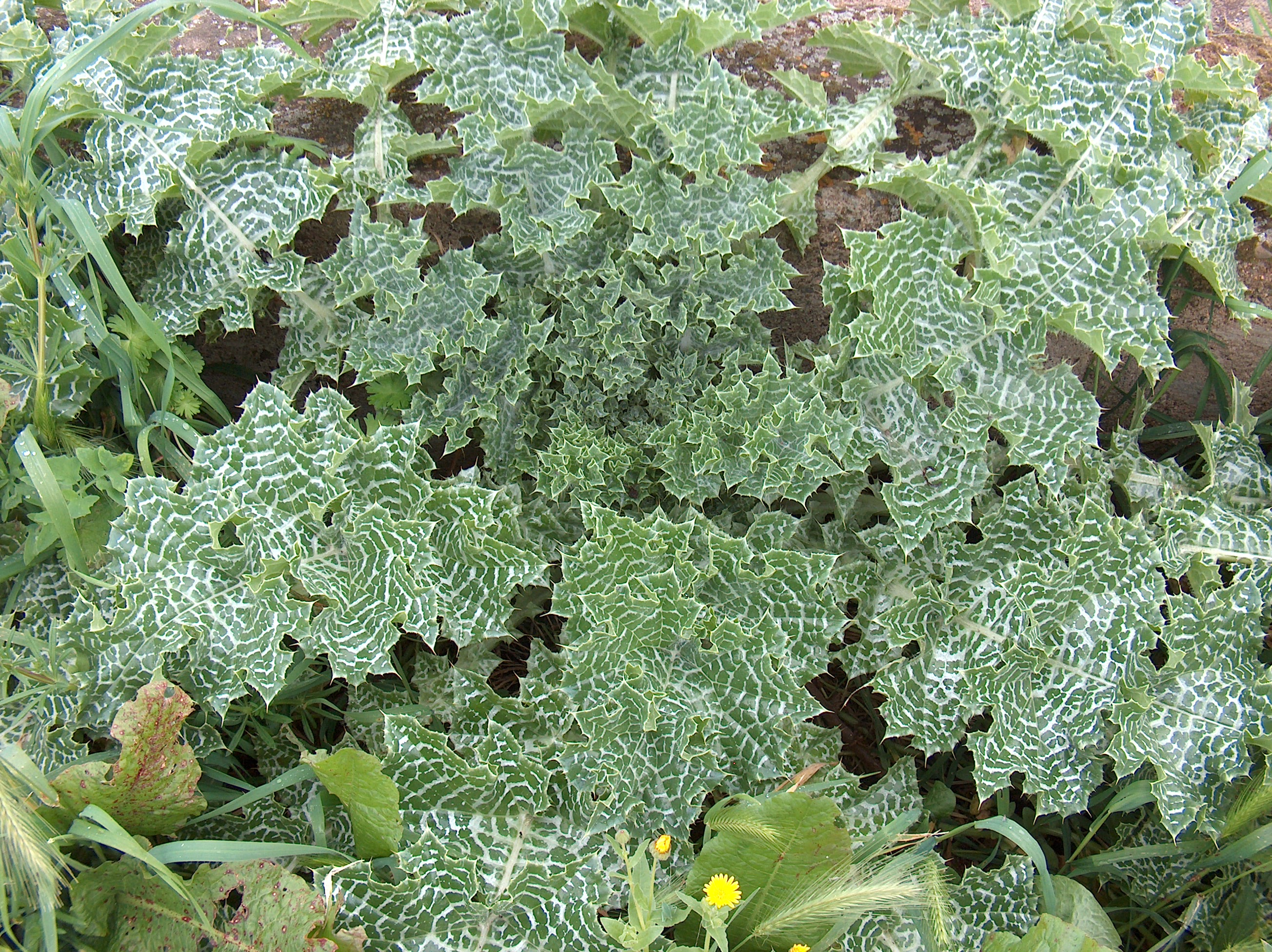
Rosetta di foglie

È una pianta con portamento vigoroso, che nel primo anno forma una rosetta basale di foglie e nel secondo anno lo scapo fiorale alto fino ad oltre 150 cm. La forma biologica è emicriptofita bienne (H bienn). L'intera pianta è glabra e spinosa. Lo scapo è robusto, striato e ramificato, con rami eretti; in alto può essere nudo o ragnateloso. La radice è robusta e fittonante, capace di dissodare naturalmente i terreni compatti.
Le foglie sono pennatifide, con margine ondulato e lanceolato-lobato; i lobi sono triangolari terminanti con robuste spine. La lamina è verde-lucido glauchescente, glabra, fittamente macchiata di bianco. Le foglie basali, grandi, sono picciolate e possono raggiungere i 20 – 40 cm di lunghezza. Quelle dello scapo sono sessili e amplessicauli, più piccole e meno divise, espanse alla base in due orecchiette (non sono decorrenti).
Le infiorescenze sono composte da grandi capolini globosi, terminali, isolati su lunghi peduncoli rivestiti da robuste brattee embricate formanti un involucro ovato. Queste hanno una base slargata (lanceolata) che si prolunga in un lembo patente (o appendice allargata anche questa), rigido, stretto e acuminato, provvisto di una serie di spine sui margini e terminante con una robusta spina apicale. Le brattee tendono a curvarsi verso il basso durante la fruttificazione. Diametro del capolino: 4 – 7 cm.
I fiori in genere sono tubulosi (del tipo actinomorfi), e sono tetra-ciclici (ossia sono presenti 4 verticilli: calice – corolla – androceo – gineceo) e pentameri (ogni verticillo ha 5 elementi). I fiori sono inoltre ermafroditi e fertili. Molto raramente sono presenti dei fiori periferici radiati e sterili.
- Formula fiorale:

- /x K {\displaystyle \infty }, [C (5), A (5)], G 2 (infero), achenio

- Calice: i sepali del calice sono ridotti ad una coroncina di squame.
- Corolla: la corolla in genere è colorata di porpora ed è formata da un tubo terminante in 5 lobi. Il tubo, filiforme, è lungo 22 – 25 mm; i lobi, eretti, sono lunghi 7 – 8 mm.
- Androceo: gli stami sono 5 con filamenti liberi, papillosi o raramente glabri e distinti, mentre le antere sono saldate in un manicotto (o tubo) circondante lo stilo.[10] Le antere in genere hanno una forma sagittata con base caudata. Il polline normalmente è tricolporato a forma sferica o schiacciata ai poli.
- Gineceo: lo stilo è filiforme con due stigmi divergenti. L'ovario è infero uniloculare formato da 2 carpelli. L'ovulo è unico e anatropo.
- Fioritura: la fioritura ha luogo in piena primavera, da aprile a maggio (agosto) del secondo anno.

I frutti sono degli acheni oblunghi, più stretti alla base e compressi lateralmente, provvisti di un pappo uniseriato e setoloso all'apice. Maturano in piena estate e in seguito all'apertura dei capolini vengono disseminati dal vento. Lunghezza degli acheni: 6 – 7 mm. Lunghezza del pappo: 15 – 22 mm.

## Biologia
- Impollinazione: l'impollinazione avviene tramite insetti (impollinazione entomogama tramite farfalle diurne e notturne).
- Riproduzione: la fecondazione avviene fondamentalmente tramite l'impollinazione dei fiori (vedi sopra).
- Dispersione: i semi (gli acheni) cadendo a terra sono successivamente dispersi soprattutto da insetti tipo formiche (disseminazione mirmecoria). In particolare gli acheni di questa pianta contengono delle sostanze oleose; in questo modo le formiche raccolgono in zone comuni molti semi che così hanno la possibilità di germogliare e formare delle numerose popolazioni.[8]

## Distribuzione e habitat
- Geoelemento: il tipo corologico (area di origine) è "Mediterraneo - Turanico".
- Distribuzione: questa specie è distribuita comunemente in tutte le regioni del Mediterraneo dal livello del mare fino alla zona submontana. Più rara al nord, diventa più frequente passando al centro, al sud e nelle isole fino a diventare invadente.
- Habitat:  l'habitat preferito per queste piante sono i ruderi, lungo le strade, le siepi e negli incolti.
- Distribuzione altitudinale: sui rilievi, in Italia, queste piante si possono trovare fino a 1.100 m s.l.m..

### Fitosociologia
Per l'areale italiano Silybum marianum appartiene alla seguente comunità vegetale:
Macrotipologia: vegetazione erbacea sinantropica, ruderale e megaforbieti.
Subclasse: Chenopodio-stellarienea Rivas Goday, 1956
Ordine: Chenopodietalia-muralis Br.-Bl. in Br.-Bl., Gajewski, Wraber & Walas, 1936
Alleanza: Chenopodion muralis Br.-Bl., Gajewski, Wraber & Walas, 1936
Descrizione. L'alleanza Chenopodion muralis è relativa alle comunità nitrofile in ambienti urbani e rurali a ciclo estivo-autunnale. Lo sviluppo di questa cenosi avviene ai bordi delle strade, alla base dei muri e sui depositi di macerie, nei territori a bioclima mediterraneo. Distribuzione: questa alleanza, data la facile dispersione e germinazione delle sue specie, è presente in molte aree, anche lontane dalla regione mediterranea. Quindi si è diffusa in tutti i paesi del Mediterraneo, della Gran Bretagna, Paesi Bassi e Germania settentrionale.
Specie presenti nell'associazione: Xanthium spinosum, Atriplex tatarica, Atriplex prostrata (sub Atriplex hastata), Ecballium elaterium, Urtica urens, Erigeron bonariensis (sub Erigeron crispus), Bromus sterilis, Urtica pilulifera, Urtica urens, Ballota nigra subsp. foetida, Hyoscyamus niger, Solanum lycopersicum, Solanum nigrum, Galium aparine, Arctium minus, Silybum marianum, Sisymbrium irio, Erodium chium, Hyoscyamus albus, Chenopodium multifidum, Chenopodium ambrosioides, Amaranthus deflexus, Onopordum tauricum, Onopordum acanthium, Datura stramonium, Carduus tenuiflorus e Scolymus hispanicus.
Altre alleanze per questa specie sono:
- Silybo mariani-Urticion piluliferae.

## Tassonomia
La famiglia di appartenenza di questa voce (Asteraceae o Compositae, nomen conservandum) probabilmente originaria del Sud America, è la più numerosa del mondo vegetale, comprende oltre 23.000 specie distribuite su 1.535 generi, oppure 22.750 specie e 1.530 generi secondo altre fonti (una delle checklist più aggiornata elenca fino a 1.679 generi). La famiglia attualmente (2021) è divisa in 16 sottofamiglie.
Il genere Silybum elenca 2 specie con una distribuzione mediterranea e asiatica occidentale, una delle quali è presente spontaneamente sul territorio italiano.

### Filogenesi
Il genere di questa voce è inserito nel gruppo tassonomico della sottotribù Carduinae. In precedenza provvisoriamente era inserito nel gruppo tassonomico informale "Carduus-Cirsium Group". La posizione filogenetica di questo genere nell'ambito della sottotribù, è abbastanza centrale vicina al genere Carduus.
Il numero cromosomico della specie di questa voce è: 2n = 34.

## Coltivazione
I semi vengono raccolti per scuotimento dei capolini (imitando l'azione del vento) e vengono posti direttamente nel terreno. La pianta ha anche una facile diffusione spontanea.
Grande fascino nel giardinaggio esercitano il fusto eretto e vigoroso, e le foglie dal disegno marmorizzato. Tutta la superficie della foglia è lucida, con grandi venature bianche che spiccano sul verde chiaro; è di consistenza coriacea, flessibile e difficile a rompersi. Il rivestimento ceroso agevola il deflusso dell'acqua per mezzo di grosse gocce.
Nel primo anno di vita, il cardo sviluppa la rosetta basale, con foglie laterali grandi e lobate, mentre le foglie che si sviluppano sul fusto sono più piccole e meno incise. Le spine sono difficili da maneggiare e richiedono l'uso di guanti di protezione.
Nel secondo anno le piante, dal mese di maggio, sviluppano un fusto alto 1-2 metri, con al vertice dei fiori a capolino, color porpora, profumati, simili a quelli del carciofo.
La coltivazione si effettua per formare macchie irregolari o file con una densità di 8-10 piante per metro quadrato.
Le piante si adattano a qualsiasi tipo di terreno, con esposizione in pieno sole; non hanno bisogno di essere irrigate se non a fronte di prolungata siccità.

## Utilizzo e proprietà farmacologiche
Il cardo mariano è una pianta officinale, usata per il trattamento delle affezioni a carico del fegato. Per le sue proprietà è usato anche come ingrediente nella preparazione di liquori d'erbe.
Il fitocomplesso è stato usato con successo nel trattamento in pazienti affetti da epatite cronica sintomatica, con scomparsa completa dei sintomi clinici,  quali astenia, inappetenza, grave meteorismo, dispepsia, subittero, e con normalizzazione delle transaminasi. Gli stessi risultati si possono ottenere nei pazienti sottoposti a pesanti cicli di chemioterapia con gravi alterazioni biumorali e cliniche riguardanti la funzione epatica.
La moderna fitoterapia lo utilizza in decotto o infuso, però con una certa cautela nei pazienti sofferenti di ipertensione, a causa della presenza della tiramina. Un modo di preparare l'infuso è il seguente: portare ad ebollizione un litro di acqua; versare circa 12 grammi di semi di cardo mariano e continuare a far bollire per 15 minuti; spegnere il fuoco, lasciare riposare per 10 minuti ed infine filtrare. Per una tazza grande (400 ml), la dose di semi è pari all'incirca ad un cucchiaino da tè (4,7 grammi).
Il fitocomplesso di Cardo mariano (soprattutto il componente silibinina) riduce le transaminasi ed altri indici bioumorali nel decorso delle epatopatie e sembra proponibile inoltre anche nella sindrome epato-renale. Possibili, secondo lavori in vitro da confermare in vivo, interazioni col citocromo P450, specie con l'isoforma CYP 3A4 interessata al metabolismo di molti farmaci di sintesi. (P. Campagna, Farmaci vegetali, Minerva Medica, ed. 2008)

Altri flavonolignani presenti, però, hanno dimostrato delle proprietà individuali che spiegherebbero parzialmente le capacità del fitocomplesso di indurre una certa rigenerazione delle cellule epatiche:
- la silandrina interferirebbe con la sintesi dei trigliceridi ed è anche capace di modulare la funzione della cicloossigenasi II (inducibile nelle infiammazioni);
- la silimonina è risultata essere un modulatore della pompa ATP-dipendente della multiresistenza ai farmaci (GP170/MDRG) e dell'enzima 17beta-idrossisteroide deidrogenasi.

È possibile, dunque, che l'azione generica sia quella di stimolare l'eliminazione cellulare delle tossine e ridurre la componente infiammatoria, presente nelle forme epatitiche grasse, alcoliche e da terapie ormonali con steroidi.

## Proprietà officinali

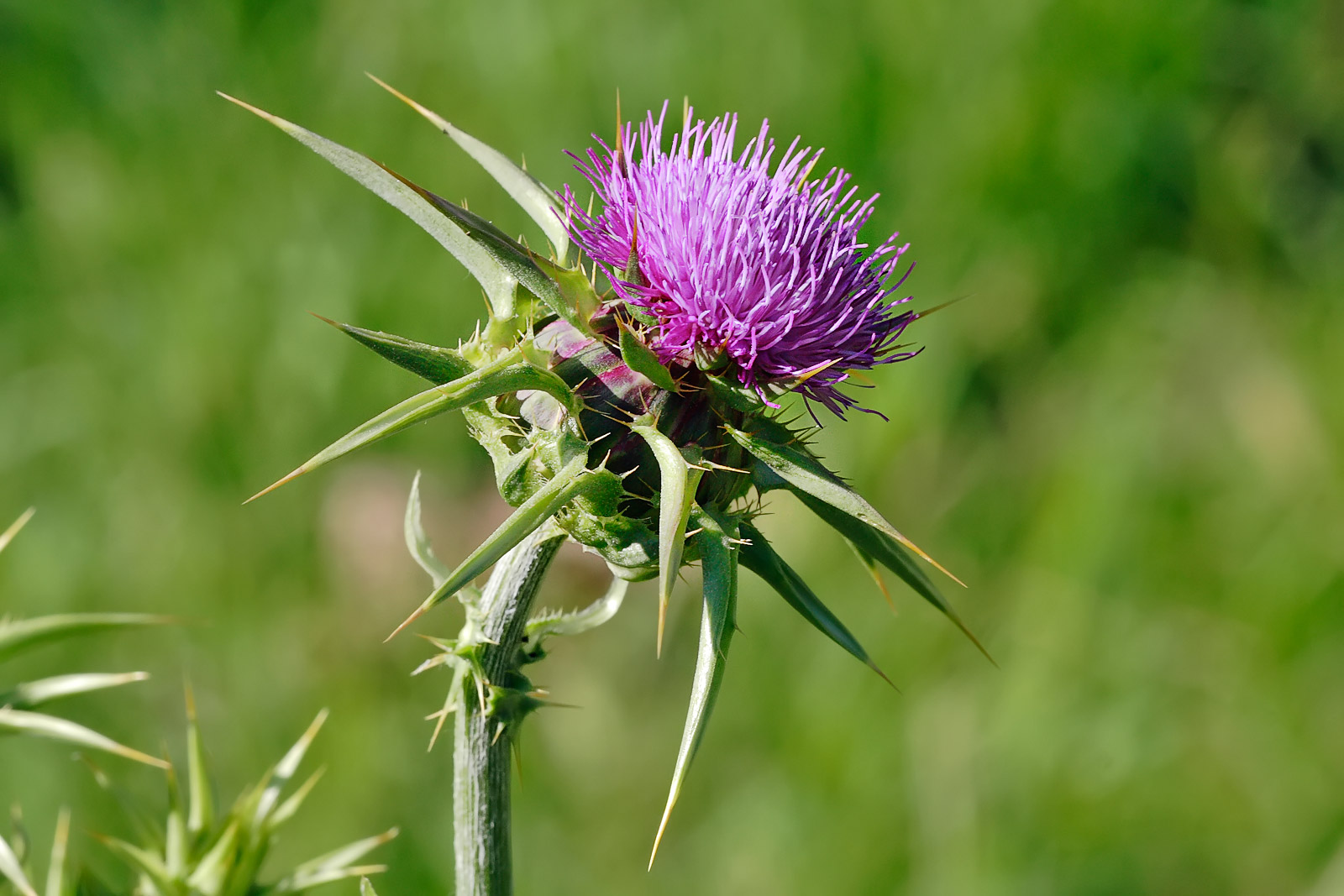
Fiore

Dagli acheni del cardo mariano si estrae la silimarina, una miscela di flavonolignani (silibina, silidianina, isosilibina e silicristina) noti per le proprietà depurative e protettive sul fegato.
Il cardo mariano viene utilizzato in tutte le epatopatie (alcoliche, tossico-metaboliche, iatrogene e croniche) in cui sia rilevato un danno anatomo-funzionale, dato che effettua un'azione rigeneratrice nei confronti della cellula epatica e rende più resistente la cellula nei confronti degli agenti epatotossici.
Inoltre è un efficace antiossidante dato che cattura i radicali liberi.
L'utilizzo a scopo terapeutico di questa pianta è noto fin dall'antichità ma l'isolamento e la caratterizzazione dei principi attivi sono stati completati negli anni settanta.
Le radici hanno proprietà diuretiche e febbrifughe. Le foglie hanno proprietà aperitive.

## Storia
Un'antica tradizione cristiana, vuole che il nome "mariano" derivi da piccole striature bianche sulle foglie della pianta, che dovrebbero rappresentare il latte di Maria Vergine, perso durante l'allattamento presso un riparo in una vegetazione di cardi, nel periodo di fuga in Egitto con Giuseppe e Gesù bambino.
Successivamente, venne quindi indicato in particolare a tutte le madri in allattamento, appunto per i suoi principi depurativi. Già nel Cinquecento Pietro Andrea Mattioli, noto umanista e medico italiano descrisse le qualità del cardo mariano:
(Erbario di Pietro Andrea Mattioli)